# Gozmány György
Gozmány György (Budapest, 1920. március 8. – Budapest, 1973. február 10.) magyar színművész.

## Élete
Gozmány Ferenc (1894–1961) magas beosztású rendőrtiszt és Heytmanek Ilona fia. Az érettségi után elvégezte az Országos Színészegyesület színiiskoláját, ahol 1941-ben szerzett oklevelet. Esténként táncosként lépett fel Budapest belvárosi szórakozóhelyein, a Moulin Rouge-ban és a Parisienne Grillben. 1941 és 1949 között a Fővárosi Operettszínház tagja volt, bonviván szerepkörben. A második világháború után egy időre visszaszorult a pályán és elsősorban vidéken szerepelt, ám ott idővel jelentős prózai szerepeket is eljátszhatott. 1960-ban a szolnoki Szigligeti Színház és a kecskeméti Katona József Színház közös társulatának tagja lett, s egy ideig szerződésben állt a Vígszínházzal is. 1964-től haláláig ismét a Fővárosi Operettszínházban játszott, vendégszerepelt a társulattal Velencében is. Többször feltűnt a Magyar Rádióban, a televízióban és szinkronizálást is vállalt. A Zeneakadémián önálló dalesteket adott. Halálát agyvérzés okozta.

### Magánélete
1943-ban feleségül vette Kelemen Éva színésznőt, akitől elvált. Második felesége Kéri Edit színésznő volt.

## Szerepei

### Színházi szerepei
- Kacsóh Pongrác: János vitéz – címszerep
- Szigligeti Ede: Liliomfi – címszerep
- Csiky Gergely: Ingyenélők – Zátonyi Bence
- Eisemann Mihály: Bástyasétány 77 – Péter
- Katona József: Bánk bán – Ottó
- Kálmán Imre: Csárdáskirálynő – Főherceg
- Jacobi Viktor: Sybill – Nagyherceg

### Filmszerepei
- Bob herceg (1941) – statiszta
- Tilos a szerelem (1943) – Érdi Gábor
- Éjjeli zene (1943) – Zerge Karcsi
- Sári bíró (1943) – Sári Jóska
- Egy fiúnak a fele (1943-44) – Gáthy János
- A két Bajthay (1944) – Julián Mihály, falusi tanító
- Éjféli keringő (1944) – Laci
- Zöld, sárga, piros (1948, rövidfilm)
- A pénzcsináló (1964) – földbirtokos
- Kár a benzinért (1964)
- Nyulak a ruhatárban (1971)